# Гойхман, Павел Наумович
Павел Наумович Гойхман (25 марта 1929, Белорусская ССР — 5 декабря 2024, Израиль) — советский легкоатлет, заслуженный тренер СССР (1957).

## Биография
Окончил Институт им. П. Ф. Лесгафта в Ленинграде. Тренер сборной СССР на Олимпийских играх 1976 года. С 1974 года жил в Минске. Работал в СДЮШОР по легкой атлетике.
С конца 1993 года — в Израиле. Жил и работал в Иерусалиме.
С 1996 года в Республике Беларусь проводятся ежегодные турниры по прыжкам в высоту на призы П. Н. Гойхмана и Е. И. Сосиной.
Муж известной советской легкоатлетки Елизаветы Сосиной (1932—2015).
Среди воспитанников — первый советский рекордсмен мира по прыжкам в высоту Юрий Степанов (216 см, 1957 год), двукратная чемпионка СССР Татьяна Бойко (Шляхто), олимпийский чемпион 1972 года Юри Тармак.
Умер 5 декабря 2024 года в возрасте 95 лет.